# Японська література

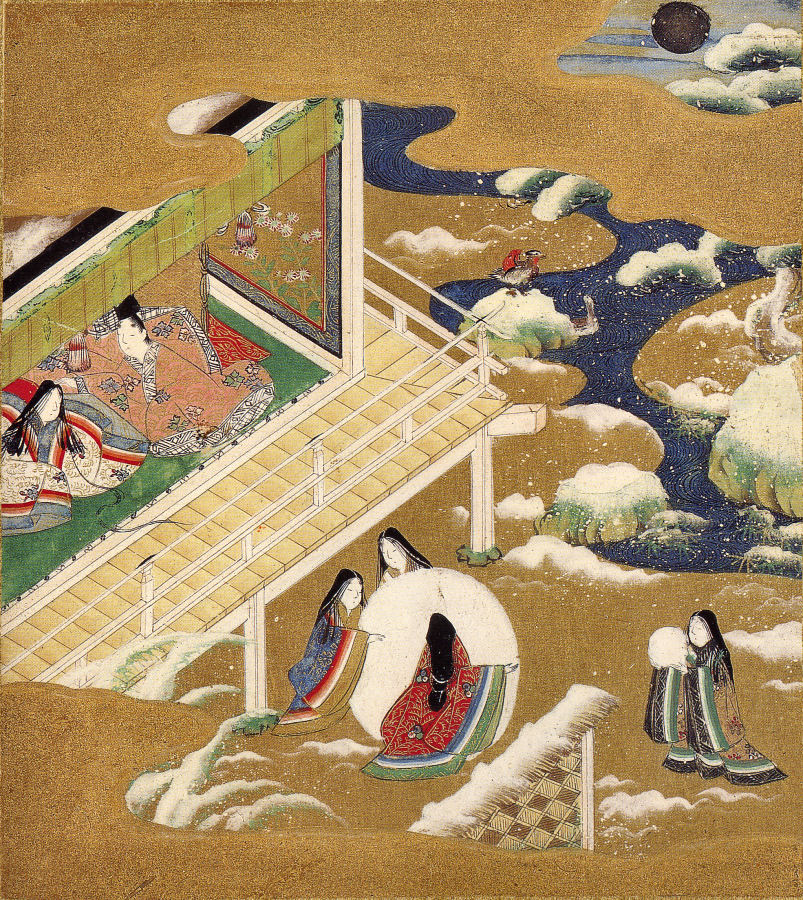
Ілюстрація Міцуокі Тосі (1617—1691) до 20 тому «Повість про Ґендзі»

Література Японії — сукупність усіх літературних надбань країни від перших писемних творів до сучасності.

## Стародавність
До VIII століття, періоду Нара.
Проза
- Семмьо

- Хроніки

- «Записи про справи старовини» (712): О но Ясумаро
- «Аннали Японії» (720)
- «Продовження Анналів Японії» (797)

Поезія
- Вака (японські вірші)

- «Збірка міріади листків» (759): Какіномото но Хітомаро, Отомо но Якамоті, Ямабе но Акахіто, Отомо но Табіто, Яманоуе но Окура, Аґата-Інуакаї но Мітійо

- Кансі (китайські вірші)

- «Теплі поетичні згадки» (751): Авамі но Міфуне

## Давнина
IX — XII століття, період Хей'ан.
Проза.
- Заснування жанру есе Йосісіґе но Ясутане.

## Середньовіччя
XII — XVI століття, від періоду Камакура до періоду Адзуті-Момояма.
Проза
- Хроніки

- «Записки дурня» (1220): Дзієн

- Моноґатарі (повісті)

- «Повість про дім Тайра» (13 століття): Сінано Дзенсю Юкінаґа

- Дзуйхіцу (есе)

- «Записки з келії» (1212): Камо но Тьомей
- «Записки від нудьги» (1331): Йосіда Кенко

Поезія
- Вака (японські вірші)

- «Нова збірка старих і нових японських пісень» (1205): Мінамото но Мітітомо, Фудзівара но Аріїе, Фудзівара но Садаїе, Фудзівара но Іетака, Фудзівара но Масацуне, Сейко, Дзієн, Фудзівара но Йосіцуне, Фудзівара но Тосінарі.

## Ранній новий час
- Ґункі

- 1610 — Ота Ґюїчі «Записи про князя Нобунаґу»

XVII — середина XIX століття, період Едо.
Проза
- Трагедії

- Тікамацу Мондзаемон

- Комедії

- «Подорож дорогою Східного моря» (1809): Дзіппенся Ікку
- «Сучасні лазні» (1813): Сікітей Самба

- Фантастика

- «Переказ про вісім собак Сатомі з південної Ави» (1842): Кьокутей Бакін

Історичні твори
- «Неофіційна історія Японії» (1837): Рай Санйо

Поезія
- Хайку

- Мацуо Басьо
- Йоса Бусон
- Кобаясі Ісса

## Новий час
Проза
- Акутаґава Рюносуке
- Арісіма Такео
- Морі Оґай
- Нацуме Сосекі
- Ямада Бімьо
- Дадзай Осаму

## Новітній час
Проза
- Абе Кобо
- Кавабата Ясунарі
- Місіма Юкіо
- Муракамі Харукі
- Ое Кендзабуро
- Хосі Сін'їті